# 蚁姓
蚁姓是中文姓氏之一，极为罕见。蚁姓现今分布于广东、北京、台湾、泰国、越南等地。其中以广东潮汕为最多，有8,000余人，主要居住于澄海，最初于宋代由莆田迁至此地。

## 起源
关于蚁姓的来源有多种说法。一种认为蚁姓即蛾姓，两者古音相同，属疑母歌部。宋邓名世《古今姓氏书辨证》即作此说。另一种认为蚁姓源于吴姓，两者古音声母相同（疑母）、韵母相近（蚁为歌部、吴为鱼部）。此外，亦有说法认为蚁姓源于闽越土著的雷、蓝、车、蚁四族姓之一。

## 延伸阅读
[在维基数据编辑]
 《欽定古今圖書集成·明倫彙編·氏族典·蟻姓部》，出自陈梦雷《古今圖書集成》